# Clematis robertsiana
Clematis robertsiana är en ranunkelväxtart som beskrevs av James Edward Tierney Aitchison och Hemsl.. Clematis robertsiana ingår i släktet klematisar, och familjen ranunkelväxter. Inga underarter finns listade i Catalogue of Life.